# Ивановка (городской округ Скопин)
Ива́новка — деревня в городском округе Скопин Рязанской области.

## География
Деревня расположена в юго-западной части Рязанской области, на расстоянии примерно 3 км (по прямой) к юго-востоку от города Скопин, административного центра округа.

### Часовой пояс
Деревня Ивановка как и вся Рязанская область, находится в часовой зоне МСК (московское время). Смещение применяемого времени относительно UTC составляет +3:00.

## Население
| 2010 | 2023 |
| ---- | ---- |
| 224  | ↘220 |